# Marko Tušek
Marko Tušek (17 de julio de 1975, Trbovlje, Eslovenia) es un exjugador profesional  de baloncesto esloveno.

## Biografía
Tušek es un pívot rápido con gran lanzamiento exterior pero capacidad y actitud para defender a todo tipo de jugadores interiores. Acumula una dilatada experiencia en Eslovenia e Italia donde su trayectoria está salpicada de títulos.

## Clubes
- NK Triglav Kranj -  - 1992/1993
- KK Union Olimpija -  - 1993/1998
- Pepsi Rimini -  Italia - 1998/2000
- Scavolini Pesaro -  Italia - 2000/2002
- Lottomatica Virtus Roma -  Italia - 2002/2006
- Armani Jeans Milano -  Italia - 2006/2007
- Unicaja Málaga - ACB  España - 2006/2007
- ViveMenorca - ACB  España - 2007
- UNICS Kazán -  Rusia - 2007–2008
- Air Avellino -  Italia -2008/2009
- Cimberio Varese -  Italia -2009-2010
- Fileni Jesi -  Italia -2010-2011
- Juvecaserta Basket -  Italia -2011
- Vanoli Cremona -  Italia -2011-2012
- KK Zeta 2011 -  Montenegro - 2015

## Palmarés
- Campeón de la Liga de Eslovenia con el Olimpija Ljubljana (4): 1993-94, 1995-96, 1996-97 y 1997-98
- Campeón de la Copa de Eslovenia con el Olimpija Ljubljiana (4): 1993-94, 1994-95, 1996-97 y 1997-98
- Campeón de la Recopa de Europa con el Olimpija Ljubljana en la temporada 1993-94